# Celestica
Celestica Inc. er en canadisk multinational elektronikvirksomhed, der producerer via electronics manufacturing services (EMS). Virksomheden blev etableret af IBM i 1994 og har hovedkontor i Toronto.